# چرایی انتخاب نام شرکت اپل(سیب)
شرکت اپل یک شرکت فناوری های هوشمند چندملیتی آمریکایی با میزان دارایی بسیار عظیمی بیشتر از هر شرکت دیگری، شناخته شده است. این شرکت توسط استیو جابز و استیو وزنیاک دو دوست صمیمی در گاراژ خانه جابز در ابتدا فعالیت می کرد. جابز سپس با یک سرمایه‌گذار فرشته به نام مایک مارکولا آشنا شد. اگر او نبود امروزه شرکت اپلی هم نبود. او حدود ۳۰۰ هزار دلار در اپل سرمایه‌گذاری کرد! داستان‌ های پرجذبه و خاص و فراز و نشیب های رنگین استیو جابز و شخصیت شاید عجیب و کمی ترسناک پوشانده او به کنار؛ اما اخلاق و رفتار بسیار ناپسندی که توسط بسیاری از اطرافیان به خصوص کارمندانش تایید و تعریف شده است، ذهنیت انسان‌ را اندکی درباره او بدشگون می کند. اما یک پرسش اساسی وجود دارد و آن این است که چرا جابز ۲۱ ساله نام شرکت فناور خود را اَپِل(به انگلیسی: Apple) به معنای سیب گذاشت.

## استیو جابز فقط سیب را نمیخورد!
جابز میوه سیب را بیشتر از هر میوه دیگری دوست داشت!حتی اگر هزاران توت فرنگی و تمشک از آسمان می‌بارید او سیب را بر می گزید. برخی از اطرافیانش مانند همسر اولش می گفت: استیو، فکر می کرد درون یک سیب در دنیای ریزاندامگان آن چه شگفتی هایی وجود دارد که آنقدر توسط پزشکان برای بهبود سلامتی توصیه می شود.

## سریع حاضر!جعبه موسیقی،پیاده رویلذت بخشوسیباسپینوزایی!
استیو جابز به پیاده روی علاقه خاص و بسیار زیادی داشت. گاهی اوقات بدون اینکه ذره‌ای دیگران بفهمند، شلوار جین معروف رنگ خود را می پوشید و همان ژاکت سیاه ذغالی! البته فرد کم تنوعی نبود، خلاقیت در عصر معاصرِ نزدیک با نام استیو جابز برای بسیاری از نوابغ هنری تداعی شده است! یک پیراهن هاوایی پسند تابستانی و جین کوتاه نیز دیگر سلیقه منحصر بفرد او بود.
پس از حاضر شدن و بلافاصله با خارج شدن از خانه ویلایی ساده شکل پدر و مادر دوم خود، جعبه پخش موسیقی خود را در می آورد، صدایش را به گوش می رساند و نرمش می کرد و همزمان قدم میزد. اما سیب اسپینوزایی چیست؟ باروخ اسپینوزا فیلسوف و روشنفکر یونانی سرشناس ابداع کننده مکتب لذت گرایی بود، او اعتقاد داشت، حداقل انسان تا می تواند بدی ها، افکار منفی‌، تفکرات آشفته و آزار دهنده، حالات مازوخیستی در عالم دنیا انسان باید نهایت لذت های مفید و سالم را تجربه کند. گاز زدن سیب در آن هنگامِ پیاده روی، دقیقا لذات آن اسپینوزا را تداعی می کرد.

## اعتقاد زیاد به طب سنتی، پرهیز از داروهای شیمیایی و فقط سیب!
هنگامی که بیماری سرطان لوزالمعده استیو جابز شروع به بدتر شدن کرد و پزشک متخصص وی به او گفت: فقط ۶ ماه دیگر زنده هستی و هر لحظه احتمال مرگ وجود دارد! او تا چند هفته افسردگی شدید داشت و هر روز نحیف تر و لاغرتر می شد. جابز به درمان های طب سنتی و گیاهی اعتقاد زیادی داشت. او در برهه‌ای از زندگی خود، به شدت گیاهخوار و هیپی‌وار شده بود، اگرچه اکثر عمر خویش را با گیاهخواری گذراند. اما پزشک جابز به او گفته بود برای تقویت بدن و بهبودی سریع تر(که البته از بهبودی دائم و کامل قطع امید کرده بودند!)بایستی حتما از غذاهای پروتئینی و دارای گوشت که قوّتی بر بدن باشد استفاده کند، اما او باز هم گیاهخواری را با وجود بیماری کشنده خویش! ترجیح می داد. اما شاید آنچه جابز را کمی ناامید کرده بود از بهترین میوه جهان برای سلامتی یعنی همان سیب عدم عمر طولانی با این میوه جذاب بود.    